# سایاکا سنبونگی
سایاکا سنبونگی (انگلیسی: Sayaka Senbongi; ۲۴ نوامبر ۱۹۹۵ – ) صداپیشه اهل ژاپن بود. وی از سال ۲۰۱۳ میلادی تاکنون مشغول فعالیت بوده‌است.